# Grupo del Vaticano G 58
El Grupo del Vaticano G 58 es un grupo estilísticamente relacionado con los cántaros áticos de figuras negras de una sola asa decorada, que pertenece al Grupo Perizoma, un grupo de pintores de vasos áticos de finales del siglo VI a. C., según el estilo de la pintura. Los cántaros corresponden al cíato etrusco y se produjeron para el mercado etrusco. John Beazley resumió los vasos de esta forma en la clase de los cántaros de una sola asa.